# Enrico Baudi di Vesme
Enrico Baudi di Vesme (Torino, 1857 – 1931) è stato un esploratore italiano.
Figlio di Carlo Baudi di Vesme, nel 1889 raggiunse l'Ogaden e nel 1891 giunse sull'Uebi Scebeli con Giuseppe Candeo.